# Riksväg 30
Der Riksväg 30 ist eine schwedische Fernverkehrsstraße. Die Straße verläuft auf einer Länge von 98 km durch Småland. Sie bildet die Verbindung von Växjö nach Jönköping.

## Verlauf
Die Straße beginnt im Süden in Öjaby im Westen von Växjö an den hier gemeinsam verlaufenden Straßen Riksväg 25 und Riksväg 27. Sie verläuft nach Norden über Lammhult und Vrigstad, wo sie den Länsväg 127 kreuzt, und weiter durch Hok, bis sie rund 18 km südlich von Jönköping auf den von Värnamo kommenden Europaväg 4 trifft.

## Geschichte
Die Straße trägt die Bezeichnung Riksväg 30 seit 1962, zunächst einschließlich des Abschnitts Växjö – Ronneby des derzeitigen Riksväg 27.